# Cisterna d’Asti
Cisterna d’Asti (piemontiul: Sisterna) település Olaszországban, Piemont régióban, Asti megyében. Lakosainak száma 1207 fő (2023. január 1.). Cisterna d’Asti Canale, Ferrere, Montà és San Damiano d’Asti községekkel határos.

## Népesség
A település lakossága az elmúlt években az alábbi módon változott:
| Lakosok száma | 1233 | 1204 | 1207 |
|               | 2017 | 2018 | 2023 |